# Pseudasthenes patagonica
Pseudasthenes patagonica é uma espécie de ave da família Furnariidae.
É endémica da Argentina.
Os seus habitats naturais são: matagal árido tropical ou subtropical.